# 7686 Вольфернст
7686 Вольфернст (7686 Wolfernst) — астероїд головного поясу, відкритий 24 вересня 1960 року.
Тіссеранів параметр щодо Юпітера — 3,606.